# Neotrygon kuhlii
Neotrygon kuhlii és una espècie de rajada de la família dels dasiàtids.
És de color verd clar amb taques blaves. El seu cos pla fa al voltant de 67 cm d'ample. Són molt populars en els aquaris, però en general no es distingeixen de la Taeniura lymma. L'espècie Taeniura lymma és més rodona i de color verd més brillant i amb taques de color més viu, i més petita de mida.